# Banc de test
Pour les articles homonymes, voir Banc.
Un banc de test est un système physique permettant de mettre un produit en conditions d'utilisation paramétrables et contrôlées afin d'observer et mesurer son comportement. Le banc de test est largement utilisé dans l'industrie, au point de représenter une part importante du budget de développement d'un produit.
Les tests sont essentiellement destinés à vérifier les fonctionnalités du produit à l'état de carte électronique mais aussi sous la forme définitive (produit fini), ce sont alors des bancs de tests fonctionnels.
Les besoins de test sont très différents selon le format définitif du produit à tester.

## Typologie

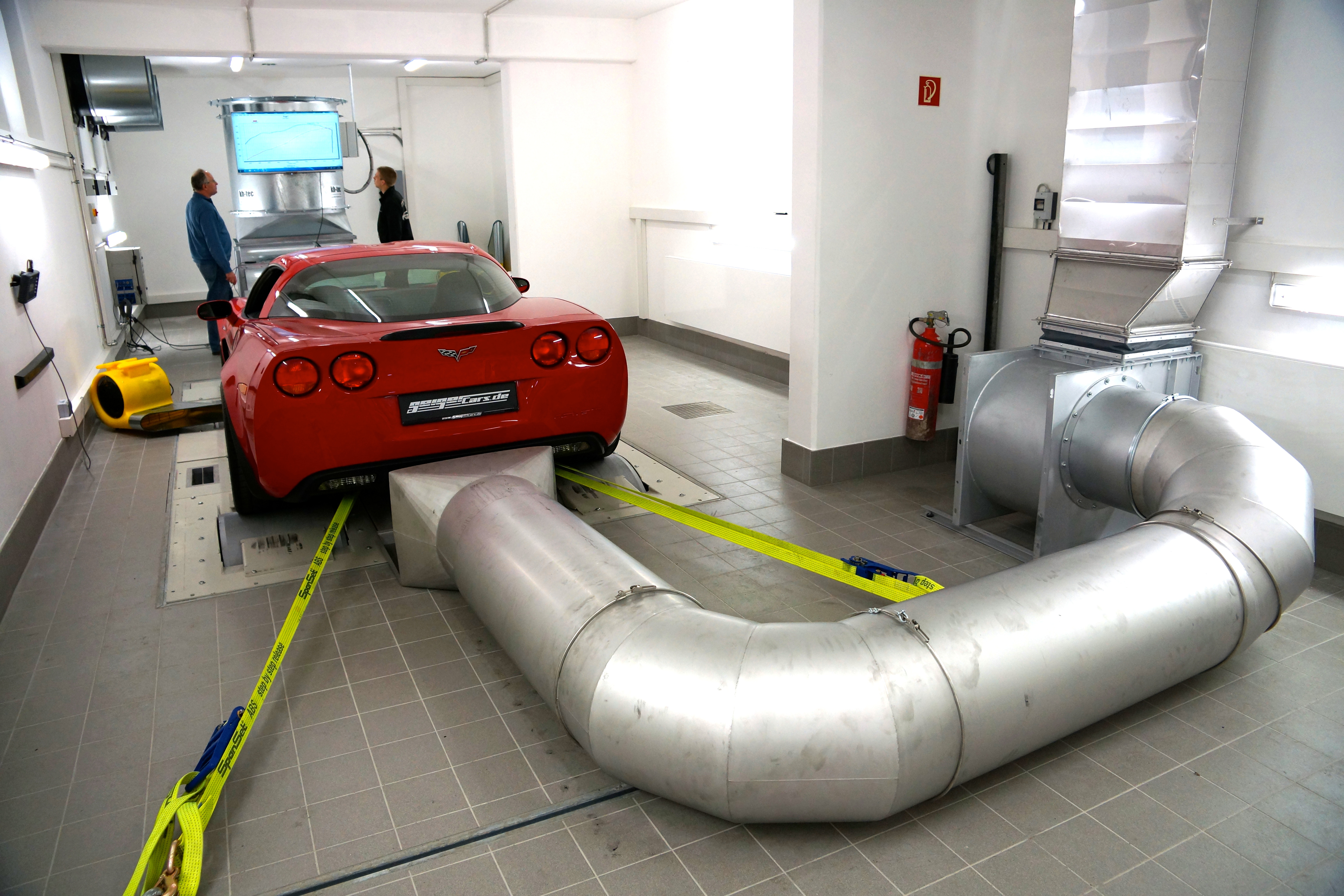
Passage au d'une automobile

Selon le cycle de vie du produit, plusieurs catégories de bancs peuvent être distingués :
- banc d'essai(s) : en phase de développement, c'est une plate-forme permettant de mesurer les performances d'un système (ou d'un sous-système) et d'en effectuer la mise au point. Le terme est aussi utilisé dans plusieurs disciplines pour désigner un environnement de développement protégé des dangers des expériences. Exemple : essai de choc automobile ;
- banc de validation (ou banc de recette, d'acceptation) : en phase de production, le banc de test valide entièrement le produit avant sa commercialisation, afin d'assurer que ses performances correspondent aux spécifications ;
- banc d'endurance (ou banc de maturité et robustesse) : en phase de développement, le banc de test permet de vérifier si le produit respecte le besoin en matière de durée de vie et de fiabilité ;
- banc de charge pour la maintenance : en phase de maintenance, c'est un outil permettant au technicien de maintenance de réparer le produit défectueux (essentiellement dans le domaine de l'électronique). Le banc mesure les performances du produit, permet de localiser l'origine de la panne et dans certains cas propose le remplacement des pièces défectueuses, de la carte électronique au composant selon le niveau de maintenance visé ;
- banc de vérification de bon fonctionnement (par anglicisme : banc GO/NOGO) : banc léger et économique qui vérifie si le produit est en état de marche, sans aller jusqu'à en tester les performances. Les outils de diagnostic utilisés par les garagistes sur les automobiles modernes en sont un exemple ;
- équipement de test intégré : plus communément appelé BITE pour Built In Test Equipment en anglais. C'est un circuit de test intégré au produit qui indique s'il présente un défaut, comme les voyants présents sur le tableau de bord d'une automobile.

Les bancs d'essai ou de validation peuvent comporter des tests dans des environnements particuliers :
- tests en température (cooling ou burning) ;
- tests en vibrations ;
- chambre anéchoïque… ;
- tests diélectrique (Hippot), de claquage, de compatibilité électromagnétique.

## Fonctionnement
Le banc de test mesure les performances du produit grâce à des instruments de mesure. Un banc de test semi-automatique guide un opérateur pour réaliser les mesures, alors qu'un banc automatique pilote directement les instruments de mesure et réalise le test en autonomie.
À cette fin, la plupart des instruments industriels sont télécommandables. Le système de mesure peut être interne au moyen de pilotage (carte dans un PC par exemple) ou externe (instruments). Dans le cas externe, le système de pilotage communique avec les instruments via un lien de communication. Les liens de communication les plus utilisés sont Ethernet et USB, et les bus GPIB (IEEE 488) et liaison RS-232 pour les systèmes les plus anciens.
Un logiciel est chargé d’enchaîner les scénarios de test (position du produit par rapport à un instrument, température de test, etc.), de relever les résultats de mesure, d’effectuer des calculs et d’éditer un fichier de résultat. Le développement du logiciel peut se faire avec des moyens classiques ou avec des outils spécifiques aux bancs de tests (LabVIEW, LabWindows/CVI, etc.).
Dans les grandes entreprises, un banc fait partie d’une stratégie de test, déployée pour plusieurs produits, plusieurs stades de développement, en interne ou chez des sous-traitants,.

## Banc de test agricole
- Engins de traction : les tracteurs et autres engins de traction sont testés sur banc d’essai pour vérifier la puissance indiquée par le constructeur. D’autres tests peuvent être effectués en cas de surpuissance du tracteur afin de connaître sa puissance exacte. Ces tests sont réalisés sur différents points comme la sortie moteur (directement branché au moteur du tracteur), sur prise de force (directement branché sur l’attache de cardan) et enfin sur les roues pour déterminer le rapport poids/ puissance. Des tests sont réalisés pour vérifier la résistance des composants des engins (châssis, suspension, fixation, etc.).

- Outils de transport et de travail : les outils sont testés en fonction de leurs utilisations, une déchaumeuse ne va pas être testée comme une faneuse. Pour tous les outils de transport (remorque, épandeur, tonne, etc.), des tests sont réalisés pour évaluer leur résistance en charge et leur capacité à résister à de fortes secousses. Pour les autres outils de travail, seules leurs compétences premières sont testées (travail du sol, fourrage, etc.) pour vérifier leur capacité à faire un travail propre à long terme sans avoir de casses majeures.